# مفاوضات قوى المحور بشأن تقسيم آسيا

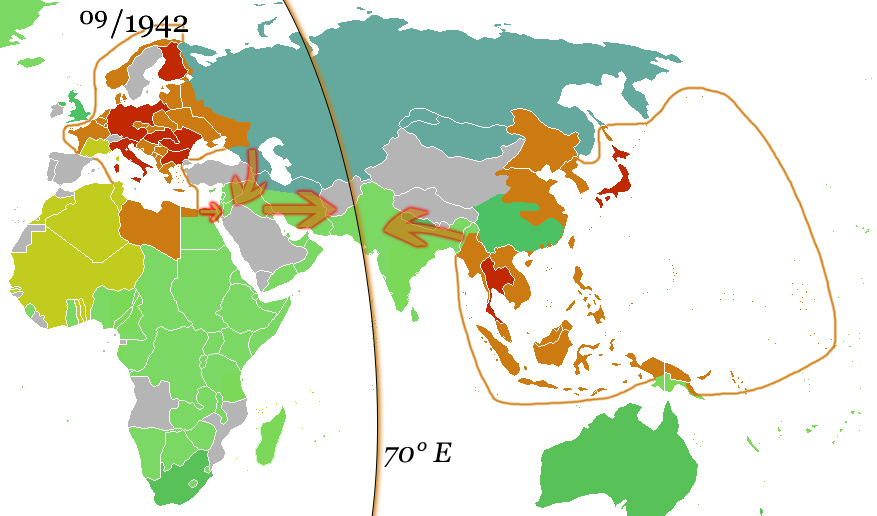
مناطق التأثير المباشر الألمانية واليابانية في أقصى درجاتها في خريف عام 1942. تُظهر الأسهم الحركات المخططة لخط الترسيم المقترح عند 70 درجة شرقًا، والتي لم يتم تقريبها أبدًا.

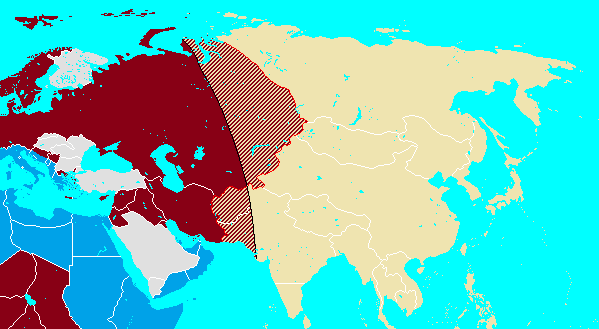
خريطة توضح الحدود المحتملة لاتحاد الجمهوريات الاشتراكية السوفياتية المقسمة (والذي يتضمن الضمالت المخططة للمناطق الأخرى.) تظهر المناطق المظللة للمنازعات المحتملة التي قد تنشأ.
Nazi Germany/ليبنسراوم

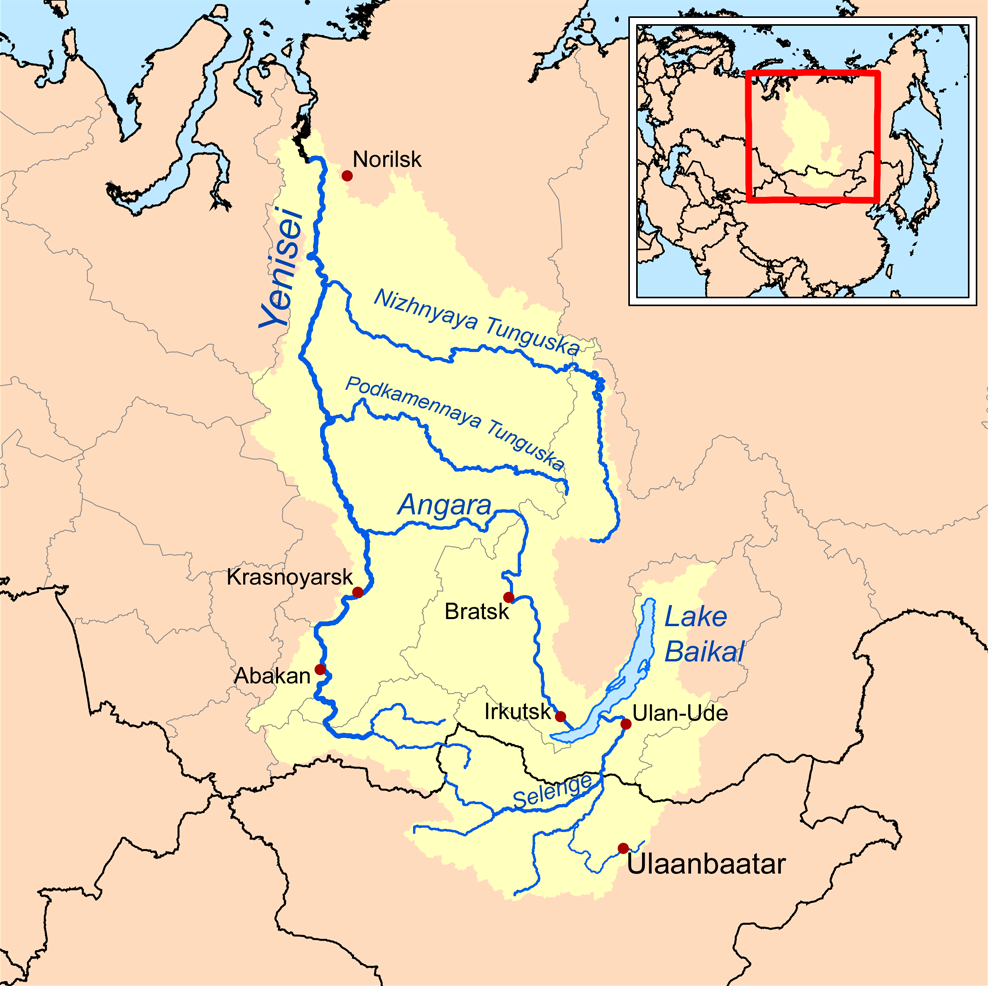
حوض نهر ينيسي في سيبيريا

نظرًا لأن قوى المحور ألمانيا وإيطاليا واليابان عززت تحالفها العسكري بإعلان الحرب على الولايات المتحدة بشكل متبادل بحلول 11 ديسمبر  عام 1941، اقترح اليابانيون ترتيبًا إقليميًا واضحًا مع قوتين المحور الأوروبيين الرئيسيين فيما يتعلق بالقارة الآسيوية. في 15 ديسمبر قدم الألمان اتفاقية عسكرية من شأنها ترسيم قارة آسيا إلى قسمين من «مجالات التشغيل» منفصلة (مناطق مسؤولية عسكرية) محددا بالخط الفاصل على طول خط طول 70° شرق، والذهاب جنوبا عبر نهر أوب، من الجنوب إلى الشرق من خوست في أفغانستان وفي المحيط الهندي إلى الغرب من راجكوت في الهند، لتقسيم المجال الحيوي للأراضي تحت سيطرة ألمانيا المشابهة لسبازيو فيتالي ‏ تحت سيطرة إيطاليا إلى الغرب، والإمبراطورية اليابانية (ومنطقة شرقى أسيا الكبرى للرفاهية المتبادلة) إلى الشرق، بعد الهزيمة الكاملة للاتحاد السوفياتي من قبل الرايخ الثالث.
كره الألمان في البداية هذا الاقتراح، حيث خشي دبلوماسيوه من أنه كان بمثابة واجهة لتحديد الحدود السياسية المحددة مسبقا. شعر الجيش الألماني بخيبة أمل أيضًا لأنه فشل في احتواء أي وعود بأن تدخل اليابان الحرب ضد الاتحاد السوفيتي، أو حتى وقف شحنات الإمدادات الأمريكية عبر ميناء فلاديفوستوك السوفيتي في المحيط الهادئ.
تعرضت الحدود المقترحة لمزيد من الانتقادات من مكتب الفيرماخت للاقتصاد العسكري (واي رو آمت) لأنه قطع الطريق بين الأراضي والدول التي كانت تعتمد على بعضها البعض لتبادل التجاري. بدلاً من ذلك، اقترح تقسيمًا يتبع الحدود الدولية الحالية، على طول الحدود الشرقية لإيران، والحدود الشمالية لأفغانستان، والحدود الغربية للصين حتى تانو توفا، ثم شمالًا على طول نهر ينيسي إلى المحيط المتجمد الشمالي. على الرغم من تخصيص كل من الهند وأفغانستان البريطانية لليابان، فإن هذا من شأنه أن يمنح ألمانيا حدودًا أفضل وأكثر قابلية للدفاع عنها بسهولة في سيبيريا، كما يمنحها السيطرة على حوض كوزنتسك الصناعي بالإضافة إلى غحتياطات خام الحديد في جبال الأورال الشرقية. تضمنت خطة الرايخ الثالث لتحصين الحدود الشرقية لأراضي ليبنسراوم، والتي تتعدى حدودها الحدود الشمالية الغربية لمناطق الرخاء المشترك في شمال شرق آسيا، إنشاء "جدار حي" لمجتمعات «الفلاحين» في فييرباور التي تدافع عنها.
وجد أدولف هتلر أن الاقتراح الياباني مقبول ووافق عليه بالكامل، ربما لأنه لم يتصور الاستيلاء على أي جزء من الأراضي السوفيتية خارج جبال الأورال.